# Joseph Weißenberg
|  | Dieser Artikel oder Abschnitt wurde wegen inhaltlicher Mängel auf der Qualitätssicherungsseite der Redaktion Geschichte eingetragen (dort auch Hinweise zur Abarbeitung dieses Wartungsbausteins). Dies geschieht, um die Qualität der Artikel im Themengebiet Geschichte auf ein akzeptables Niveau zu bringen. Dabei werden Artikel gelöscht, die nicht signifikant verbessert werden können. Bitte hilf mit, die Mängel dieses Artikels zu beseitigen, und beteilige dich bitte an der Diskussion! |

Joseph Weißenberg

Johann August Joseph Weißenberg (* 24. August 1855 in Fehebeutel, Kreis Striegau, Schlesien; † 6. März 1941 in Obernigk, Landkreis Trebnitz, Schlesien) war ein deutscher Religions- und Kirchenreformer und der Erbauer der Friedensstadt (1920). Er gründete 1926 die „Evangelisch-Johannische Kirche nach der Offenbarung St. Johannis“, seit 1975 Johannische Kirche genannt.

## Kindheit, Beruf und Familie
Weißenberg war eines von acht Kindern des katholischen Tagelöhners Johann Friedrich Wilhelm Weißenberg und seiner Frau Anna Rosina, geb. Kassner. Die Eltern fielen 1866 einer Cholera-Epidemie zum Opfer; von den acht Kindern waren zu diesem Zeitpunkt drei verstorben. Nach dem Tod der Eltern wurden Weißenberg und seine Geschwister auf dem Gut von Gräfin Leopoldine Seherr-Thoß aufgenommen und Joseph Weißenberg dort in die Obhut des Schäfermeisters gegeben. Nach dem Besuch der Gemeindeschule und der Erstkommunion arbeitete der damals 14-jährige Weißenberg zunächst für zwei Jahre in der Landwirtschaft des heimatlichen Gutes und absolvierte anschließend eine Maurerlehre in Rohnstock. Danach leistete er von 1876 bis 1878 den Militärdienst bei den Königsgrenadieren in Liegnitz ab. Anschließend begab er sich auf Wanderschaft und übte in dieser Zeit an verschiedenen Orten die unterschiedlichsten Berufe aus, überwiegend im Dienstleistungsbereich. 1882 zog Weißenberg nach Berlin und arbeitete u. a. als Schankwirt im Stadtteil Prenzlauer Berg.
Am 13. Mai 1885 heiratete Joseph Weißenberg in Berlin Auguste Lautner (geb. 10. August 1861 in Sulau, Kreis Militsch, gest. 27. September 1951 in Berlin). 1886 wurde die erste Tochter Frieda geboren. Sie starb bereits 1900. 1888 erfolgte die Geburt der zweiten Tochter Klara. Auguste Weißenberg verließ 1906 mit ihrer Tochter Klara ihren Mann, die Ehe wurde aber nicht geschieden.

## Spirituelle Entwicklung
Weißenberg hat nach eigenen Angaben bereits als Kind einen todkranken Mann durch Handauflegen geheilt. 1866 hat er angeblich durch seine Klassenkameraden Engel des Lichts sprechen lassen und ihnen damit u. a. die Pfingstgeschichte erklärt.
1877, als er auf dem Gut der Gräfin Leopoldine Seherr-Thoß wohnen durfte, diente er als Ministrant bei dem Pfarrer Carl Freiherr von Richthofen, der seine geistige Entwicklung freundschaftlich unterstützte.
Ein Wendepunkt war das Jahr 1903, Joseph Weißenberg folgte nach einer Christus-Vision seiner inneren Berufung, Menschen zu helfen und gab seinen Maurerberuf auf. Anfangs hatte er seine Heiltätigkeit nur nebenbei ausgeübt und wurde über die Grenzen Berlins hinaus allmählich bekannt. Nun hauptberuflich Heiler, meldete er ein Gewerbe als Heilmagnetiseur an. Es kam bald darauf zu erheblichen Spannungen zwischen den Eheleuten und 1907 zum endgültigen Bruch der Ehe. Mit seiner Heiltätigkeit, meist durch Handauflegen gemäß der Bibel (Mk 16,18 ), behandelte er durchschnittlich 50 Patienten pro Tag – von Montag bis Samstag in seiner Praxis in der Gleimstraße. Die Heilsuchenden kamen vor allem aus dem Kleinbürgertum. Bald wurde der Andrang so groß, dass er Mitarbeiter einstellte, denen er bestimmte Aufgaben übertrug.
Eine dieser ersten Mitarbeiterinnen war seine spätere Lebensgefährtin Grete Müller (5. April 1882 – 19. Februar 1978). Sie brachte am 7. Februar 1911 die gemeinsame Tochter Frieda Müller († 10. Juni 2001) zur Welt. Ein Jahr später wurde die zweite Tochter Elisabeth Müller, genannt Liesbeth, verheiratete Möhring (14. Februar 1912 – 26. März 2001) geboren.
Auf die Auseinandersetzungen zwischen Religion und Wissenschaft und die Liberalisierung der Geistlichkeit reagierte Weißenberg mit einem Protestschreiben 1903 an den obersten Bischof der evangelischen Landeskirche, Kaiser Wilhelm II. Er prophezeite angeblich dessen Abdankung 15 Jahre später (Er würde sein Land „am Bettelstab verlassen“; „Majestät führen das deutsche Volk in den Abgrund“), falls sich die Zustände nicht änderten. Auf den Brief gab es keine Reaktionen, und weitere Kontaktversuche unterblieben nun seinerseits.

## Gründung einer Vereinigung und Wechsel der Konfession
Joseph Weißenberg schuf sein eigenes Forum zur Wiederbelebung christlicher Werte. 1907 gründete er die „Christliche Vereinigung ernster Forscher von Diesseits nach Jenseits, wahrer Anhänger der christlichen Kirchen“. Als Bilanz seiner Lebenserfahrung veröffentlichte er 1905 einen Lehrbrief, der bis heute Glaubensfundament seiner von ihm gegründeten Gemeinschaft ist. Die regelmäßig abgehaltenen Gottesdienste in den Versammlungen wurden gut besucht, und die Anzahl der Mitglieder wuchs rasch. Weißenbergs Kritik an Staat und Kirche blieb nicht ohne Folgen. Wegen angeblicher Gesundheitsgefährdung der Teilnehmer an den öffentlichen Versammlungen Weißenbergs verbot der Polizeipräsident in Berlin die Versammlungen. In der Zeit vom 16. September 1909 bis Mitte des Jahres 1912 wurde der Verein verboten.
1910 schrieb Joseph Weißenberg als Mitglied der Katholischen Kirche einen Brief an Papst Pius X. und forderte die Freigabe der Heiligen Schrift für alle Katholiken. Bis zu diesem Zeitpunkt lehrte die Katholische Kirche die Bibel in lateinischer Sprache; Laien durften nicht in der Bibel lesen. Daraufhin wurde Joseph Weißenberg zum Propst Ahlisch in Berlin bestellt. Die Unterredung endete mit einer heftigen Auseinandersetzung und Joseph Weißenberg trat daraufhin zur Evangelischen Landeskirche der älteren Provinzen Preußens über.
Wegen des Versammlungsverbotes seiner Vereinigung verklagte Joseph Weißenberg den Polizeipräsidenten in Berlin und den Oberpräsidenten der Provinz Brandenburg. 1912 kam es zur Verhandlung vor dem Königlichen Oberverwaltungsgericht. Das Gericht hob das Versammlungsverbot auf und erteilte die Auflage, kenntlich zu machen, dass nur Mitglieder an den Versammlungen teilnehmen durften. Die zweieinhalbjährige Zwangspause hatte der Vereinigung nicht geschadet und die Menschen strömten weiter in seine Versammlungen.

## Weißenbergs Situation 1914–1918
1914 brach der Erste Weltkrieg aus und es galten Sondergesetze. Auf Grund des Ausnahmezustandes wurde Joseph Weißenberg am 1. Oktober 1915 von Polizeikommissar Krüger verhaftet und ohne Anklage und Prozess ins Militärgefängnis Moabit gebracht. Er wurde nach zwei Monaten und drei Tagen aus der Haft entlassen und mit Berufsverbot belegt. Unter Androhung erneuter Inhaftierung durfte er seine Heilbehandlungen nicht mehr ausüben. Unmittelbar nach seiner Freilassung richtete Weißenberg über seinen Anwalt eine Beschwerde an den Kriegsminister als den Obermilitärbefehlshaber – mit Erfolg: Das Verbot „unmittelbar und mittelbar Kranke zu behandeln“ wurde am 11. Mai 1917 aufgehoben, woraufhin Weißenberg unmittelbar seine Heiltätigkeit in seiner Wohnung im Berliner Norden, Gleimstraße 42, wieder aufnahm.
Ein Untersuchungsausschuss des Reichstages untersuchte anhand des vorgelegten Materials des Rechtsanwaltes und Abgeordneten Oskar Cohn, des Rechtsbeistandes Joseph Weißenbergs, am 20. Juni 1918 das Vorgehen der Polizei- und Militärbehörden. Es wurde als gesetzwidrig verurteilt und das Wirken Weißenbergs staatlich rehabilitiert. Am 5. Dezember 1918 fand der erste Gottesdienst nach dem Verbot statt.

## Bau der Friedensstadt
Geprägt von den Eindrücken des Ersten Weltkrieges und den persönlichen Erfahrungen ungerechter Verfolgung arbeitete Joseph Weißenberg an der Idee für ein christliches Siedlungswerk, einer Stadt des Friedens als praktische Umsetzung eines Lebens in der Gemeinschaft. Bereits 1918, also fünf Jahre vor dem Höhepunkt der Inflation, sah Joseph Weißenberg die drohende Geldentwertung voraus („Das Geld geht auf Null“). Er rief seine Anhänger auf, ihr Geld in den Erwerb von Grund und Boden anzulegen. Von dem Geld wurden der Gasthof Waldfrieden in Blankensee und 400 Hektar Land in den Glauer Bergen bei Trebbin gekauft, 30 km südlich von Berlin. Bereits im Frühjahr 1919 fanden sich erste Freiwillige ein, um das erworbene Gelände als Bauland vorzubereiten. Ein Jahr später, im Februar 1920, gründete sich die „Christliche Siedlungsgenossenschaft Waldfrieden“, und am 19. Dezember 1920 erfolgte die Grundsteinlegung des ersten Hauses in der Friedensstadt unter Beteiligung mehrerer hunderter Personen. Die Wohnungsbaugenossenschaft wurden von Joseph Weißenberg, der Geschäftsleitung und dem Aufsichtsrat verwaltet. Sie stellten den Etat der Siedlung auf und legten fest, wie das Geld den einzelnen Bauvorhaben zugeführt wurde. Als 1922 die Inflation ihren Höhepunkt erreichte, gerieten die Baumaßnahmen ins Stocken. Viele Anhänger Weißenbergs zeigten in dieser Situation ihren Idealismus und brachten ihre Trauringe (Gold), um so den Fortgang der Arbeiten zu gewährleisten. Der Berliner Lokal-Anzeiger schrieb zu der Zeit: „Eine Stadt aus Trauringen erbaut!“
Die Leitung des Baugeschehens lag in Weißenbergs Händen. Er fuhr zweimal in der Woche zwischen seinen beiden Wirkungsstätten Berlin und Friedensstadt hin und her. Alle Planungen und Ausführungen erfolgten nach seinen Angaben, und er überwachte den Fortgang der Bauarbeiten. Hilfe und Unterstützung erteilten ihm eine Reihe von bereitwilligen Fachleuten. So wuchs in 14 Jahren Bauzeit die Friedensstadt, darunter Wohnhäuser, Altersheim, ein Wasserwerk, ein Museum, Heilinstitut, Verwaltungsgebäude, eine Schule und vieles mehr. Sie umfasste damals 40 Gebäude mit 300 Bewohnern.

## Wachstum der neuen Vereinigung und Kirchenaustritt
Mit seinem Lebenswerk Friedensstadt wuchs die Schar der Anhänger Joseph Weißenbergs beständig. 1925 war die Zahl der Mitglieder der Ernsten Forscher auf über 20.000 angestiegen. 1926 gab es mehr als 20 Filialen der „Christlichen Vereinigung ernster Forscher von Diesseits nach Jenseits“. In Berlin befanden sich damals neun Zweigvereinigungen, während sich die anderen auf Brandenburg, Sachsen, Pommern und Schlesien verteilten. In diesem Jahr kam es zu erheblichen Auseinandersetzungen mit der evangelischen Landeskirche. Joseph Weißenbergs mehrfach gemachte Einigungsvorschläge mit Konsistorien, Synoden und Oberkirchenräten blieben unbeantwortet. Nachdem seinen Anhängern in mehreren Gemeinden das Abendmahl verweigert wurde, erklärte Joseph Weißenberg am 25. März 1926 den Austritt aus der Landeskirche.

## Kirchengründung

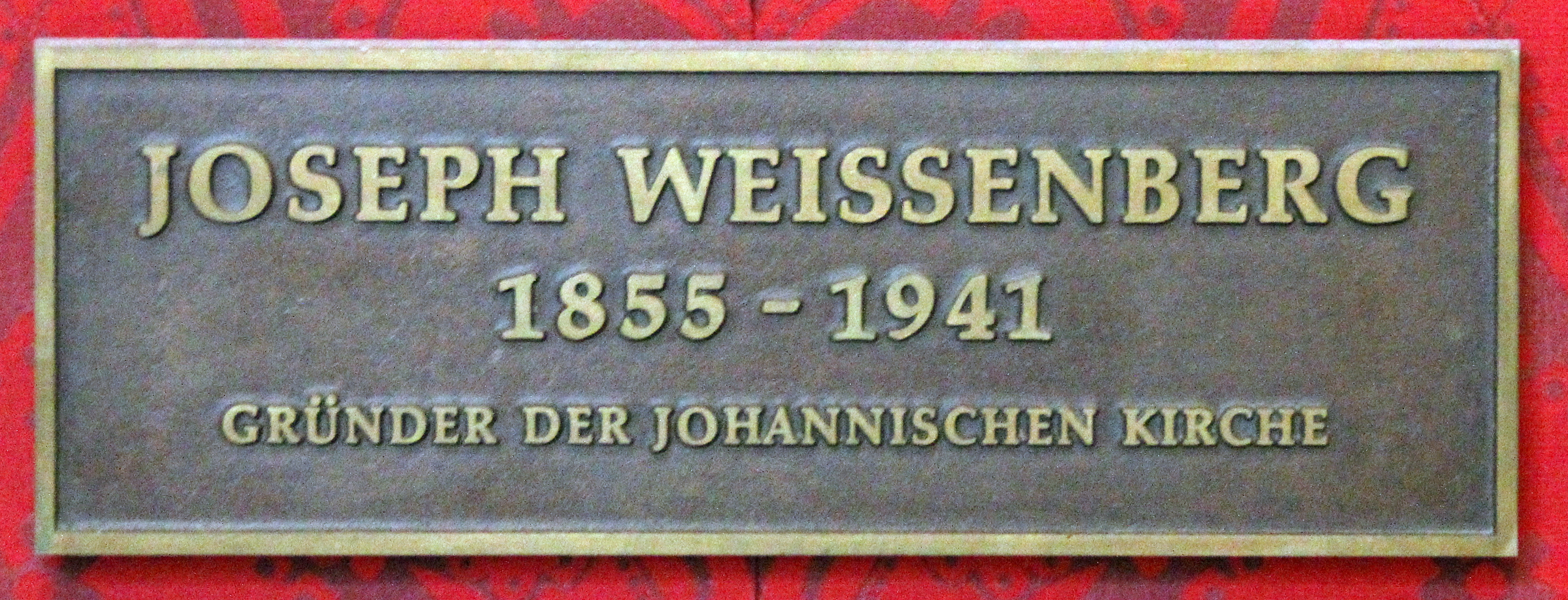
Gedenktafel, Bismarckallee 23, in Berlin-Grunewald

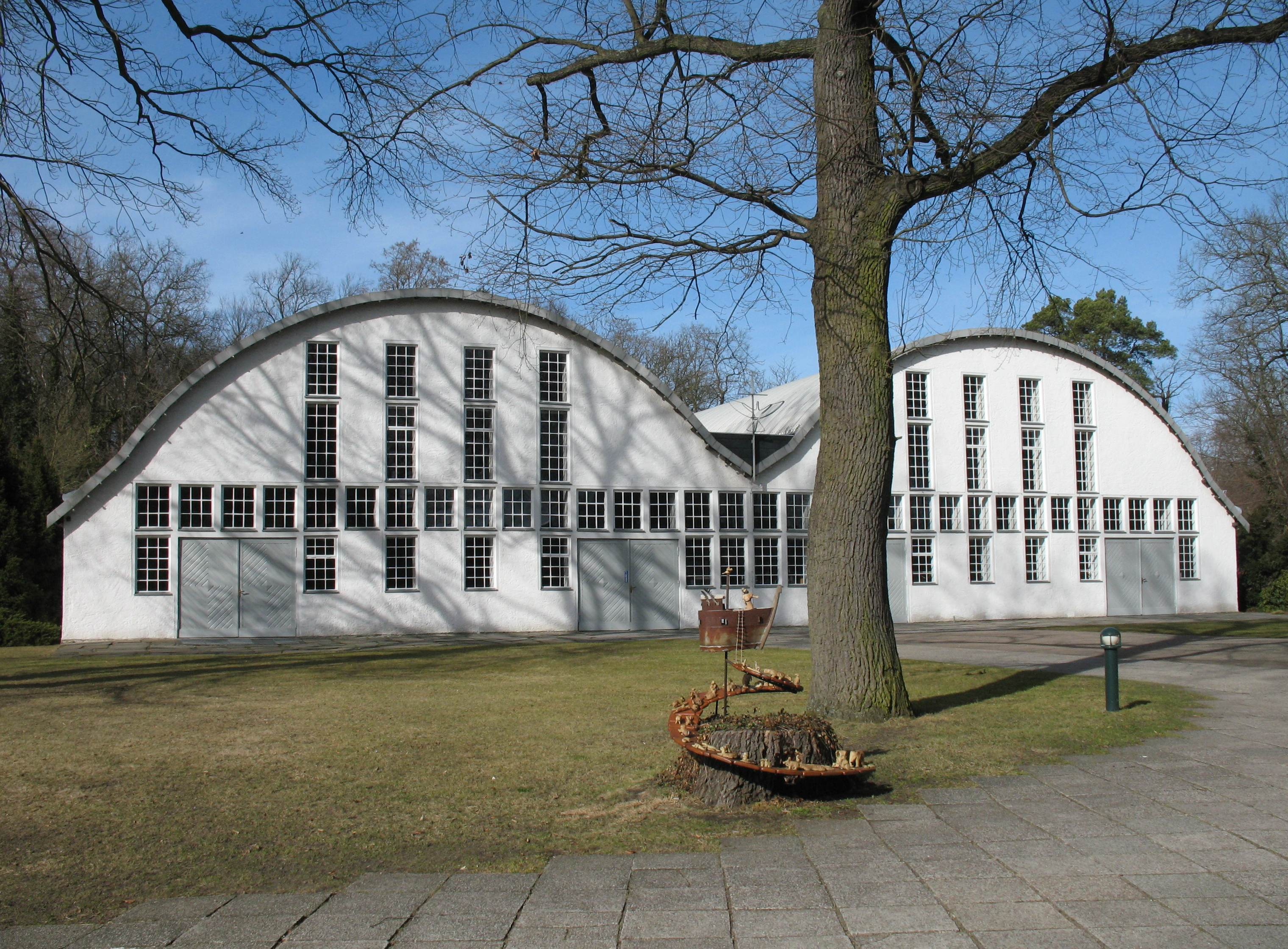
Johannische Kirche in Blankensee

Am 15. April 1926 nannte Joseph Weißenberg seine Vereinigung in Evangelisch-Johannische Kirche nach der Offenbarung St. Johannes um. Sie wurde am 14. Juli unter der Nummer 4858 ins Vereinsregister in Berlin eingetragen. Bis zum Verbot dieser Kirche 1935 entstanden in Deutschland über 350 Gemeinden. Seit 1975 führt sie den Namen Johannische Kirche.
Seinem Austritt aus der evangelischen Landeskirche folgten eine Reihe weiterer Konflikte. Es gab zahlreiche Versuche, Weißenberg als Betrüger, Kurpfuscher und sittlich verdorbenen Menschen hinzustellen. 36 Prozesse musste Joseph Weißenberg führen, wobei er letztlich gewann. Während der Zeit der Weimarer Republik bis hin zur Machtergreifung Hitlers sah sich Weißenberg ununterbrochen den Anfeindungen von Ärzteschaft, Evangelischer Kirche und politischen Kräften ausgesetzt. Trotz der damit verbundenen Angriffe der Boulevard-Presse wuchs die junge Kirche beständig. Am 28. April 1932 bestimmte Weißenberg seine damals 21-jährige Tochter Frieda Müller zu seiner Nachfolgerin. Am 30. Juli 1932 zog Joseph Weißenberg endgültig von Berlin in die Friedensstadt, um sich ganz dem Aufbau der Siedlung zu widmen.

## Zeit des Nationalsozialismus
"Unser Heil und unser Leben liegt im Heilsbanner schwarz-weiß-rot und im schwarzen Kreuz im weißen Feld, nicht im Hakenkreuz, meine Brüder, Kameraden, meine Freunde."
Dieses am 6. April 1933 veröffentlichte Wort der Weißenberg-Bewegung brachte ihren Zwiespalt auf den Punkt, der sich zwischen religiöser Deutung und politischer Vereinnahmung der Farben schwarz-weiß-rot für die Zukunft ergab. Wohl in der Hoffnung, Hitler würde seine Wahlversprechungen gegenüber Christen einhalten, rief Weißenberg schließlich drei Jahre lang, namentlich in der Zeit zwischen November 1932 und Oktober 1934 dazu auf, schwarz-weiß-rot, also Hitler zu wählen. Auffällig ist, dass seine Wahlaufrufe stets von der Aufforderung eingeleitet wurden, schwarz-weiß-rot zu wählen. Ansonsten fällt die Zurückhaltung auf, die er im Gegensatz zu seinen Anhängern an den Tag legte. Zu dieser Zurückhaltung gehört auch der häufig von Weißenberg verwendete Gruß "Deutschland Heil!" (im Gegensatz zu "Heil Hitler!"), an den sich Weißenbergs politische Zielrichtung in dieser Zeit am anschaulichsten erkennen lässt.
1933 gründete sich in der Friedensstadt eine NSDAP-Ortsgruppe. Im Anschluss an diese Versammlung ließ Joseph Weißenberg, der nicht dieser Ortsgruppe angehörte, einen Gottesdienst abhalten. Nach anfänglicher Wertschätzung durch Vertreter der NSDAP wuchs im Zuge der nationalsozialistischen Gleichschaltung der Druck auf die Christliche Siedlungsgenossenschaft Waldfrieden, sich im NS-Staat einzugliedern. Weißenberg äußerte sich daraufhin öffentlich anerkennend über Adolf Hitler. Dennoch wurden ab Mitte 1934 Weißenberg und seine Anhänger in der gleichgeschalteten deutschen Presse lächerlich gemacht. Alle persönlichen Briefe Joseph Weißenbergs an Vertreter der NSDAP, in welchen er um Ende der Verfolgung bat und weitere Zugeständnisse der Kirche in Aussicht stellte, blieben erfolglos. Gleichzeitig pries die Kirchenzeitung, die zu dieser Zeit, wie alle Zeitungen in Deutschland, der nationalsozialistischen Zensur unterlag, die Errungenschaften und die Bedeutung Hitlers und stimmte auch in den allgemeinen Antisemitismus mit ein, indem z. B. angebliche Prophezeiungen Weißenbergs aus dem Jahr 1914 über die spätere "Verbannung von Juden und Gottlosen aus ihren Ämtern" publik gemacht wurde. Die Kirchenzeitung teilte allerdings nähere Angaben zu diesen Prophezeiungen aus dem Jahre 1914 nicht mit.
Ende 1934 fordert die Gestapo in Potsdam vom Kirchengründer und seiner Kirche, das Alte Testament und die Geistfreundreden (Trancepredigten) aus dem kirchlichen Leben zu verbannen. Weißenberg protestierte öffentlich dagegen und lehnte dies auch in Schreiben an Hitler energisch ab.
Die Konsequenz von Weißenbergs Ablehnung folgte auf dem Fuße: Am 17. Januar 1935 wurde die Ev.-Johannische Kirche als staatsfeindlich und staatsgefährdend verboten, alle Unterlagen beschlagnahmt sowie das Kirchenvermögen eingezogen, entschädigungslos dem Lande Preußen übereignet. In den nachfolgenden Monaten wurde der fast 80-Jährige von der Gestapo abgeholt, verhört, bedroht, verhaftet und wieder freigelassen. Ebenso wurden führende Mitglieder der Ev.-Johannischen Kirche unter Druck gesetzt und verhaftet. Um sein Lebenswerk zu verteidigen, schrieb Weißenberg weiterhin persönlich an Hitler und forderte die Freiheit des Glaubens und die Rücknahme des Kirchenverbotes. Am 13. August 1935 wurde Joseph Weißenberg von der 2. Großen Strafkammer des Landgerichts Berlin zu eineinhalb Jahren Zuchthaus und fünf Jahren Ehrverlust als Sittlichkeitsverbrecher verurteilt. In einem zweiten Prozess am 21. Oktober 1935 vor dem Sondergericht I erhielt er ein Jahr Gefängnis wegen illegaler und staatsfeindlicher Betätigung.
Die Siedlung Friedensstadt wurde auf Geheiß der Gestapo in die Zwangsliquidation getrieben und 1941 per Gerichtsbeschluss an das Deutsche Reich verkauft, da 14 Genossenschaftler ihre Zustimmung zum Verkauf verweigerten. Ab 1938 zog dort die Waffen-SS ein und vertrieb nach und nach die Bewohner. In der Zeit von 1942 bis Januar 1945 befand sich in der Siedlung die Außenstelle Glau des Konzentrationslagers Sachsenhausen. Um Joseph Weißenberg von seinen Anhängern und seinem Lebenswerk zu trennen, wurde er nach Verbüßung seiner Haftstrafen 1938 nach Schlesien verbannt und dort unter Hausarrest gestellt. Er verstarb am 6. März 1941 in Obernigk bei Breslau im Beisein seiner Tochter Frieda Müller.
Nach den historischen Erfahrungen des Nationalsozialismus und einer gewachsenen demokratischen Tradition in der Zeit nach dem Zweiten Weltkrieg ist die Haltung Weißenbergs als Bürger gegenüber Hitler rückblickend als politisch einseitig, naiv und unkritisch zu beschreiben. Es ist jedoch fraglich, ob damit das Verhalten Weißenbergs gegenüber dem Nationalsozialismus in seiner Zeit angemessen erfasst ist. Weißenberg war politisch einseitig, weil er nur das Zurückdrängen von Kommunismus und Sozialismus mit Interesse verfolgte, während er die diktatorischen Ansprüche aus dem Auge verlor. Er war naiv, weil er die politischen Farben schwarz-weiß-rot religiös deutete und unkritisch, weil er den Wahlversprechungen Hitlers bis 1934 zu sehr traute.
Hitlers Kampf gegen politische Konkurrenten ("Röhm-Putsch") und die Kirchen führte jedoch 1934 zur deutlichen Kritik Weißenbergs an Hitler und zu seiner entschiedenen Abkehr vom Nationalsozialismus. Bemerkenswert bleibt dagegen seine undiplomatische Kritik an Hitler und seine Verweigerung gegenüber der NS-Ideologie ab 1934.

## Veröffentlichungen
- Lehrbrief Berlin 1905, in: Johannisches Gesangbuch, Verlag Weg und Ziel, Berlin 2000, S. 470–476
- Das Fortleben nach dem Tode Verlag Weg und Ziel, Berlin 1912, 2005; ISBN 3-00-017531-8
- Meine Verhaftung und Internierung o. J.
- Ein Lebensbild von meinem Dornenpfad 1931

## Sonstiges
Am 17. November 1931 sang Lotte Lenya in der Revue »Wie sind ja sooo zufrieden...« den Choral vom weißen Käse. Der von Günther Weisenborn gedichtete und von Kurt Weill vertonte Song nahm Bezug auf einen Gerichtsprozess, in welchem Weißenberg vorgeworfen wurde, durch eine inadäquate Therapie für das Erblinden eines Mädchens verantwortlich gewesen zu sein. Text und Noten galten lange als verschollen und wurden 2017 wiederentdeckt.

## Belege
1. 1 2  StA Berlin Xa, Heiratsurkunde Nr. 404/1885
2. 1 2 3  Annett Gröschner, Olaf Lippke, Prenzlauer Berg Museum (Hrsg.): Grenzgänger. Wunderheiler. Pflastersteine. Die Geschichte der Gleimstraße in Berlin; Basisdruck-Verlag, 1998; ISBN 978-3-86163-091-3. Das Buch enthält einen längeren Artikel über den Joseph Weißenberg mit Einzelheiten über seine Praxis in der Gleimstraße.
3. ↑  StA Prenzlauer Berg von Berlin, Sterbeurkunde Nr. 1939/1951
4. ↑  StA Berlin Xa, Geburtsurkunde Nr. 1126/1886
5. ↑  StA Berlin Xb, Sterbeurkunde Nr. 84/1900
6. ↑  StA Berlin Xa, Geburtsurkunde Nr. 1416/1888
7. ↑  Andreas Schmetzstorff: Joseph Weißenberg (1855–1941) – Leben und Werk. Schneider Verlag Hohengehren, Baltmannsweiler 2006, ISBN 3-8340-0054-X, S. 43.
8. ↑  Andreas Schmetzstorff: Joseph Weißenberg (1855–1941) – Leben und Werk. Schneider Verlag Hohengehren, Baltmannsweiler 2006, ISBN 3-8340-0054-X, S. 57.
9. 1 2 3  Flyer: Joseph Weißenberg, Gründer der Johannischen Kirche. Johannische Kirche (Hrsg.), Stand 11/2005
10. ↑  in: WEG UND ZIEL, Wochenzeitung der Johannischen Kirche, 66. Jahrgang, Nr. 17 vom 24. April 2013, Seite 3, Berlin
11. ↑  Andreas Schmetzstorff: Joseph Weißenberg (1855–1941) – Leben und Werk. Schneider Verlag Hohengehren, Baltmannsweiler 2006, ISBN 3-8340-0054-X, S. 254.
12. ↑  Johannes-Botschaft Nr. 14 (1933), S. 112
13. ↑  Andreas Schmetzstorff: Joseph Weißenberg (1855–1941) – Leben und Werk. Schneider Verlag Hohengehren, Baltmannsweiler 2006, ISBN 3-8340-0054-X, S. 376.
14. ↑  Andreas Schmetzstorff: Joseph Weißenberg (1855–1941) – Leben und Werk. Schneider Verlag Hohengehren, Baltmannsweiler 2006, ISBN 3-8340-0054-X, S. 377.
15. ↑  Der Weiße Berg, Nr. 12, 1934
16. ↑  Andreas Schmetzstorff: Joseph Weißenberg (1855–1941) – Leben und Werk. Schneider Verlag Hohengehren, Baltmannsweiler 2006, ISBN 3-8340-0054-X, S. 402.
17. ↑  Siegfried Phillip: Joseph Weißenberg und der Nationalsozialismus. S. 70.
18. ↑  Siegfried Phillip: Joseph Weißenberg und der Nationalsozialismus. S. 58.
19. ↑  Siegfried Phillip: Joseph Weißenberg und der Nationalsozialismus. S. 59.
20. ↑  Andreas Schmetzstorff: Joseph Weißenberg (1855–1941) – Leben und Werk. Schneider Verlag Hohengehren, Baltmannsweiler 2006, ISBN 3-8340-0054-X, S. 402.
21. ↑  Andreas Schmetzstorff: Joseph Weißenberg (1855–1941) – Leben und Werk. Schneider Verlag Hohengehren, Baltmannsweiler 2006, ISBN 3-8340-0054-X, S. 403.
22. ↑  Andreas Schmetzstorff: Joseph Weißenberg (1855–1941) – Leben und Werk. Schneider Verlag Hohengehren, Baltmannsweiler 2006, ISBN 3-8340-0054-X, S. 404.
23. ↑  Andreas Schmetzstorff: Joseph Weißenberg (1855–1941) – Leben und Werk. Schneider Verlag Hohengehren, Baltmannsweiler 2006, ISBN 3-8340-0054-X, S. 427.
24. ↑  Günther Weisenborn: Bist du ein Mensch, so bist du auch verletzlich. Ein Lesebuch. Hrsg.: Carsten Ramm. 1. Auflage. Verbrecher Verlag, Berlin 2019, ISBN 978-3-95732-377-4, S. 259–261.

| Personendaten    | Personendaten                                |
| ---------------- | -------------------------------------------- |
| NAME             | Weißenberg, Joseph                           |
| KURZBESCHREIBUNG | deutscher Religions- und Sozialreformer      |
| GEBURTSDATUM     | 24. August 1855                              |
| GEBURTSORT       | Fehebeutel, Landkreis Schweidnitz, Schlesien |
| STERBEDATUM      | 6. März 1941                                 |
| STERBEORT        | Obernigk, Landkreis Trebnitz, Schlesien      |